# Estuari de la Foz
L'estuari de la Foz és un espai natural compartit pels municipis de Nigrán, Gondomar i Baiona, que se situa a la desembocadura del riu Miñor, el riu Groba i el riu Belesar. És un estuari inclòs des de 1999 a la Xarxa Natura 2000 de la Unió Europea per la seva qualitat ambiental i paisatgística i per ser la zona de refugi d'una gran varietat d'aus aquàtiques, especialment limícoles, anàtides i ardeides.
L'estuari de la Foz s'estén des de la Xunqueira (Gondomar) fins a la seva entrada a la badia de Baiona al costat de la platja d'A Ladeira. L'estuari té parts sorrenques i maresmes, la seva vegetació està composta principalment per sebes, espartines, joncs, plomalls i tripolia.
Amb la pleamar aquest lloc és com un llac, arrecerat dels vents predominants, gràcies a l'arenal de la platja Ladeira i la muntanya Lourido, cosa que el converteix en un lloc privilegiat per practicar activitats aquàtiques. L'aiguamoll de Foz és, a més, font de recursos marisquers.
Un passeig de vianants, des de la platja Ladeira a Baiona fins a la muntanya Lourido, permeten fer el recorregut a tota la seva perifèria.